# Shuffle!
Shuffle! (シャッフル! Shaffuru!) là một visual novel phát triển bởi Navel. Tác phẩm được phát hành ban hành ban đầu như trò chơi dành cho người trưởng thành cho hệ điều hành Microsoft Windows vào ngày 30 tháng 1 năm 2004. Phiên bản dành cho mọi lứa tuổi sau đó phát hành cho hệ máy PlayStation 2 cũng như cho hệ máy tính cá nhân. Cách chơi của Shuffle! là tuyến tính qua đó cốt truyện được xác định và phân nhánh sẵn theo các lựa chọn khác nhau để có được các kết thúc khác nhau cho từng nhân vật nữ chính. Tác phẩm sau đó đã được làm lại và tái phát hành với tên là Shuffle! Essence+. Bản làm lại có thêm các lựa chọn cho năm nhân vật nữ chính trước đó cùng sáu nhân vật khác. Tác phẩm này có ba spin-off là Tick! Tack!, Really? Really! và Shuffle! Love Rainbow.
Shuffle! cũng đã chuyển thể thành các loại hình truyền thông khác. Hai loạt manga được thực hiện dựa trên cốt truyện của visual novel. Loạt đầu tiên đăng trên tạp chí Comptiq của Kadokawa Shoten từ tháng 12 năm 2003 đến tháng 12 năm 2006. Loạt thứ hai đăng trên các tuyển tập truyện của Kadokawa Shoten từ tháng 7 năm 2004 đến tháng 12 năm 2005. Hai chuyển thế anime đã được Asread tiến hành sản xuất. Bộ anime đầu gồm 24 tập đã phát sóng từ ngày 07 tháng 7 năm 2005 đến ngày 05 tháng 1 năm 2006. Bộ anime thứ hai tên Shuffle! Memories gồm 12 tập phát sóng từ ngày 07 tháng 1 năm 2007 đến ngày 27 tháng 3 năm 2007 là tập hợp những cảnh đã xuất hiện ở bộ anime đầu ứng với từng nhân vật, tập cuối của bộ anime này là tập mới. Các chuyển thể khác là bảy light novel, hai fanbook, chín drama CD và bảy radio drama cũng đã được phát hành.
Visual novel nhận được nhiều đánh giá khách quan, trong khi bộ anime đầu thì nhận được nhiều ý khiến khác nhau. Trên các bảng xếp hạng quốc gia bán hàng hằng tháng dành cho bishōjo game tại Nhật Bản thì phiên bản giới hạn của Shuffle! đứng hạng nhì từ khi nó phát hành trong 50 trò chơi bán chạy nhất suốt ba tháng rưỡi. Phiên bản bình thường của Shuffle! đứng hạng chín từ khi nó phát hành trong 50 trò chơi bán chạy nhất suốt ba tháng rưỡi. Các bài đánh giá cho bộ anime chia ra làm hai giữa nên hay không khi xếp bộ anime này chung với các bộ anime khác trong thể loại harem cũng như về chất lượng hình ảnh, âm thanh và các lĩnh vực về hình ảnh.

## Phát triển
Shuffle! là dự án visual novel đầu tiên của Navel. Nhóm phát triển của Shuffle! chủ yếu là các thành viên đã từng tham gia vào thực hiện tác phẩm của Basil là Sore wa Maichiru Sakura no Youni. Kịch bản được viết bởi Ago Baria cũng là người viết kịch bản cho Sore wa Maichiru Sakura no Youni và Long Cube. Việc đạo diễn nghệ thuật và thiết kế nhân vật được phân cho hai người là Nishimata Aoi người từng đảm nhiệm vai trò minh họa cho Sore wa Maichiru Sakura no Youni và Suzuhira Hiro. Âm nhạc trong tác phẩm được soạn bởi Nachtmusik. Đoạn phim mở đầu được thực hiện bởi Iris Motion Graphics.
Phiên bản giới hạn phát hành vào ngày 30 tháng 1 năm 2004 có đính kèm với một artbook có chứa các hình vẽ ban đầu của các nhân vật do 12 họa sĩ khách mời cùng một vỏ hộp đặc biệt. Phiên bản bình thường phát hành vào ngày 27 tháng 2 năm 2004 với một DVD thay vì ba CD đính kèm với một xâu chìa khóa Shirotama & Kurotama. Phiên bản tiêu chuẩn phát hành vào ngày 17 tháng 12 năm 2004 với một DVD. Phiên bản kỷ niệm phát hành vào ngày 22 tháng 11 năm 2007 đính kèm với một thẻ điện thoại Sia và Kikyo. Phiên bản trên hệ PlayStation 2 có tên Shuffle! On the Stage phát hành với hai phiên bản vào ngày 20 tháng 10 năm 2005: phiên bản thông thường chỉ có trò chơi và phiên bản DX đính kèm hình của nhân vật Lisianthus, đĩa nhạc Shuffle! On the Stage Mix cùng bộ làm sạch cho điện thoại di động. Phiên bản cho hệ máy tính cá nhân của Shuffle! On the Stage có tên Shuffle! Essence+ phát hành vào ngày 31 tháng 10 năm 2009.
MangaGamer đã phát hành phiên bản tiếng Anh của visual novel vào ngày 15 tháng 8 năm 2009.

## Truyền thông

### Manga
Loạt manga viết và minh họa bởi Kusaka Shiroi có tựa Shuffle! Days in the Bloom đã đăng trên tạp chí hằng tháng Comptiq của Kadokawa Shoten từ tháng 12 năm 2003 một tháng trước khi visual novel phát hành đến tháng 12 năm 2006. 26 chương của loạt manga này đã được Kadokawa Shoten tập hợp lại và phát hành thành 6 tankōbon. Loạt thứ hai mang tên Shuffle! Comic à la Carte đăng trên các tuyển tập truyện của Kadokawa Shoten từ tháng 7 năm 2004 đến tháng 12 năm 2005, loạt manga được thực hiện bởi ban biên tập của Comptiq. Các chương của loạt manga thứ hai cũng được Kadokawa Shoten tập hợp lại và phát hành thành 5 tankōbon. Hình bìa của các tập được thực hiện bởi Nishimata Aoi và Suzuhira Hiro.

### Drama CD
Lantis đã thực hiện tổng cộng 9 drama CD cho Shuffle! từ năm 2004 đến năm 2007. Năm đĩa đã được phát hành hằng tháng từ ngày 26 tháng 5 năm 2004 đến ngày 23 tháng 9 năm 2004, mỗi đĩa tập trung vào một nhân vật nữ chính trong tác phẩm trên hệ máy tính cá nhân của Shuffle! và mỗi đĩa có từ bốn đến năm mẫu truyện. Với phiên bản trên hệ PlayStation 2 thì có thêm hai đĩa dành cho hai nhân vật nữ chính mới là Thyme Mayumi và Kareha phát hành từ ngày 22 tháng 2 đến ngày 24 tháng 5 năm 2006. Với bộ anime thứ hai thì có hai đĩa tập trung vào Fuyou Kaede và Lisianthus phát hành từ ngày 25 tháng 7 đến ngày 24 tháng 10 năm 2007. Ba đĩa drama CD dành cho Shuffle! On the Stage đã được đăng trên bảng xếp hạng album của Oricon với đĩa tập trung vào nhân vật Kareha đạt hạng cao nhất trong ba đĩa với hạng 216 và xuất hiện trên bảng xếp hạng trong vòng một tuần.

### Radio drama
Chương trình radio tên Shuffle! Charadio: Verbena Academy Broadcasting Department đã phát sóng hàng tuần trong tháng 9 năm 2005 với người dẫn chương trình là các diễn viên lồng tiếng cho hai nhân vật Lisianthus và Nerine. Lantis sau đó đã phát hành 5 đĩa của chương trình radio này từ ngày 05 tháng 10 năm 2005 đến ngày 08 tháng 2 năm 2006. Lantis cũng phát hành hai đĩa tuyển tập của chương trình mang tên Shuffle! Charadio: Verbena Academy Broadcasting Department Petit từ ngày 05 tháng 4 đến ngày 07 tháng 6 năm 2006. Hai đĩa này đã được đăng trên bảng xếp hạng album của Oricon với hạng 130 và xuất hiện trên bảng xếp hạng trong vòng một tuần.

### Sách
Kadokawa Shoten đã phát hành hằng tháng bảy light novel với cốt truyện tập trung vào các nhân vật nữ chính của Shuffle! tính luôn hai nhân vật mới của phiên bản trên hệ PlayStation 2 từ ngày 08 tháng 6 năm 2004 đến ngày 10 tháng 1 năm 2006. Các tập tiểu thuyết này được viết bởi Ogata Seishi, minh họa bởi Kusaka Shiroi và hình bìa được thực hiện bởi Nishimata Aoi và Suzuhira Hiro.
Một cuốn sách mang tựa Shuffle! First Fanbook (SHUFFLE!ファーストファンブック) đã được xuất bản bởi Softbank vào ngày 22 tháng 1 năm 2004, cuốn sách có chứa các hình minh họa, giới thiệu nhân vật và một CD chứa các hình nền cùng các lời đối thoại của các nữ nhân vật chính trong Shuffle!. Enterbrain thì xuất bản một cuốn sách 58 trang đính kèm CD với tựa đề Shuffle! Visual Fanbook (SHUFFLE!ビジュアルファンブック) vào ngày 09 tháng 6 năm 2004, cuốn sách giải thích các tình tiết trong câu truyện một cách chi tiết cũng như có 78 hình minh họa, một tấm áp phích cỡ A3 của Shuffle! và các bài phỏng vấn nhóm phát triển. Softbank sau đó cũng xuất bản thêm một cuốn sách tên Shuffle! Official Illustrations and Production Materials Collection (SHUFFLE!公式原画・設定資料集) vào ngày 10 tháng 7 năm 2004, tập hợp các hình đồ họa sử dụng trong trò chơi, các bản phác thảo, thông tin về nhân vật cùng các bí mật trong thế giới của Shuffle!. Kadokawa Shoten đã phát hành một cuốn sách mang tựa Shuffle! On the Stage Official Visual Guide(SHUFFLE! ON THE STAGE 公式ビジュアルガイド) vào ngày 22 tháng 12 năm 2005, cuốn sách chứa tất cả các bản phác thảo, khái niệm nghệ thuật và các cuộc phỏng vấn với các nhân viên thực hiện phiên bản PS2 của visual novel. Kadokawa Shoten cũng phát hành thêm một cuốn sách khác có tựaShuffle! Anime Complete Album (SHUFFLE!アニメコンプリートアルバム) giới thiệu về việc sản xuất chuyển thể anime của Shuffle! với cái nhìn tổng quan chi tiết cốt truyện và các cuộc phỏng vấn với các nhân viên tham gia thực hiện anime.

### Anime
Asread đã thực hiện chuyển thể anime của Shuffle! với sự đạo diễn của Hosoda Naoto. Bộ anime phát trên WOWOW tại Nhật Bản từ ngày 07 tháng 7 năm 2005 đến ngày 05 tháng 1 năm 2006 với 24 tập. Bô anime này kết hợp tất cả các câu truyện của các nữ nhân vật chính cũng như thêm và loại bỏ một số tình tiết. Bộ anime sau đó đã phát hành thành 12 DVD tại Nhật Bản. Funimation Entertainment đã đăng ký phiên bản tiếng Anh của bộ anime và tiến hành phát hành tại thị trường Bắc Mỹ.
Asread sau đó cũng tiến hành thực hiện bộ anime thứ hai tên Shuffle! Memories cũng do Hosoda Naoto đạo diễn. Bộ anime này phát sóng trên kênh Chiba TV và TV Saitama từ ngày 07 tháng 1 đến ngày 27 tháng 3 năm 2007 với 12 tập. Trên thực tế thì bộ anime này là tập hợp tất cả những cảnh đã xảy ra trong bộ anime đầu với mỗi tập ứng với mỗi nhân vật, chỉ có tập 12 là tập mới. Bộ anime này đã phát hành thành 7 DVD tại Nhật Bản.

### Đồ dùng
Kadokawa Shoten đã phát hành năm bộ hộp cho những người sưu tập từ ngày 10 tháng 9 đến ngày 10 tháng 12 năm 2005, mỗi hộp tập trung vào một nhân vật nữ chính trong Shuffle!. Mỗi bộ hộp gồm một cuốn sách giới thiệu nhân vật, một bức tượng nhỏ của nhân vật, các drama CD, cùng một tấm kê chuột.

### Âm nhạc
Visual novel có hai bài hát chủ đề chính. Phiên bản trên hệ máy tính cá nhân thì sử dụng bài Mirage Lullaby làm bài hát mở đầu còn phiên bản trên hệ PlayStation 2 thì sử dụng bài Original! làm bài hát mở đầu. Cả hai phiên bản đều sử sử dụng bài Scramble! làm bài hát kết thúc. Các bài hát này được trình bày bởi Yuria. Cả hai phiên bản sử dụng bài hát In the Sky làm bài hát kết thúc của nhân vật Nerine.
Lantis đã phát hành một số album nhạc của visual novel và chuyển thể anime của Shuffle! từ năm 2004 đến năm 2007. Các bản nhạc gốc của trò chơi đã được phát hành vào tháng 2 năm 2004 với hai đĩa chứa 31 bản nhạc nền, bài hát chủ đề và một số bản biến tấu bài hát mở đầu của trò chơi. Một album khác phát hành vào tháng 10 năm 2004 chứa các bài hát do các nhân vật trình bày. Album các bản biến tấu mang tên Rainbowremix phát hành vào tháng 6 năm 2005 với 11 bản biến tấu của bài hát mở đầu trong phiên bản trên hệ máy tính cá nhân. Hai đĩa dơn maxi với hai bài hát chủ đề mở đầu và kết thúc của chuyển thể anime là You và Innocence phát hành vào tháng 8 năm 2005. Tháng 11 năm 2005 một tháng sau khi phiên bản trên hệ PS2 được phát hành thì đĩa đơn maxi manga bài hát Original! được tung ra. Album biến tấu mang tên Re-mix Album Composition Eleven với 11 bản biến tấu được hòa tấu bởi nhiều nhạc sĩ khác nhau phát hành vào tháng 12 năm 2005. Album do các nhân vật trình bày mang tên Character Vocal Album đã phát hành vào tháng 3 năm 2006 chứa 13 bài hát của các nhân vật trong phiên bản trên hệ PS2. Tháng 4 năm 2007 album của bộ anime thứ hai mang tên Shuffle! Memories Character Song Collection đã phát hành với 12 bài hát do các nhân vật trình bày, các bản nhạc gốc của bộ anime này phát hành vào tháng 5 năm 2007.
Hầu hết các album này đều xuất hiện trên bảng xếp hạng Oricon với hạng album cao nhất là hạng 104 của Shuffle! Memories Character Song Collection  và hạng dành cho đĩa đơn cao nhất là hạng 32.

## Đón nhận

### Trò chơi điện tử
Shuffle! đã được đặt hàng trước với số lượng khá nhiều vì nhóm phát triển phần lớn gồm các thành viên cũ của BasiL, như Suzuhira Hiro và Nishimata Aoi đảm nhận việc vẽ cho Shuffle!. Shuffle! phát hành cùng lúc với Fate/stay night một visual novel được đánh giá cao của Type-Moon. Phiên bản giới hạn của Shuffle! đã đứng thứ nhì trong các trò chơi bán chạy nhất trong hai tuần cuối tháng 1 năm 2004 cũng như đứng hạng cao nhất trong bảng xếp hạng 50 bishōjo game bán chạy nhất trong nửa tháng chỉ sau Fate/stay night. Tác phẩm xếp hạng thứ 18 sau đó là 50 trong tháng 2, đứng hạng thứ 40 trong hai tuần đầu của tháng 3 sau không còn xuất hiện trên bảng xếp hạng. Phiên bản bình thường của Shuffle! xếp hạng thứ 9 trên bảng xếp hạng trong hai tuần cuối của tháng 2. Trò chơi xếp hạng thứ 5 và 40 trong tháng 3, sau đó xuất hiện lần cuối ở hạng thứ 49 trong nửa đầu tháng 4. phiên bản Shuffle! On the Stage có doanh thu khá tốt trong tuần đầu tiên phát hành với 29.732 bản được bán trong vòng ba ngày.
Getchu.com đã tổ chức một bảng thăm dò bỏ phiếu hằn năm có tên "Đánh giá Bishōjo Game tại Getchu.com" nơi mà người sử dụng có thể bình chọn trực tuyến cho các trò chơi hay nhất thuộc nhiều lĩnh vực. Trong bảng năm 2004, với các chủ đề như: tổng thể, kịch bản, bài hát chủ đề, nhạc nền, hình ảnh, hệ thống cách chơi và nhân vật nữ chính. Thì trong bảy trò chơi xuất sắc nhất Shuffle! đứng vị trí thứ tư. Với vị trí thứ 8 cho phần tổng thể tốt nhất, vị trí thứ 11 cho phần kịch bản hay nhất và vị trí thứ 14 cho hệ thống cách chơi tốt nhất. Nhân vật Shigure Asa đứng thứ 14 cho phần nhân vật nữ được hâm mộ nhất và nhân vật Fuyou Kaede xếp thứ 15.

### Anime
Chuyển thể anime của Shuffle! nhận được nhiều đánh giá khác nhau. Theron Martin tại Anime News Network nói rằng mặc dù bộ anime "thực sự thú vị" nhưng nó lại kết hợp với "xen kẽ vào đó là những tình tiết ngốc nghếch vớ vẩn, những chi tiết gây cười ngớ ngẩn và sự ngọt ngào đáng ghét" cũng như nói rằng bộ anime này chẳng thêm chi tiết gì mới cho thể loại harem. Helen Ellingwood tại Active Anime phản bác lại với nhận xét Shuffle! có những chi tiết quan trọng khiến cho bộ anime này hơn các bộ anime khác trong thể loại harem như "trái tim". Carlos Santos thì đồng ý với Martin với đánh giá là anime thiếu tính mới cũng nhưng chi tiết hài hước mới là điểm nổi bật của bộ anime này, còn sự lãng mạn thì "càng lúc càng xuống dốc". D. F. Smith tại IGN thì lại nói rằng bộ anime này tốt hơn các anime thể loại anime khác nói về bộ anime rằng "có thể là vô lý, lạm dụng, đồng thời xem thường các cảm nhận và cách tận hưởng của nhiều người, nhưng nó vẫn làm ta cười một hay nhiều lần". Smith nói phần kết thúc thiếu "kịch tính" nhưng Ellingwood thì khen cách nhân vật chính né được việc phải chọn ai trong số các nữ nhân vật khác với các anime thể loại harem khác từng xem trước đó.
Ellingwood khen chất lượng hình ảnh của bộ anime nói rằng bộ anime có "chất lượng cao" với hình ảnh các nhân vật là "có màu sắc tươi tắn tuyệt vời và sống động". Smith đồng ý với ý kiến này và mô tả anime là "đầy màu sắc" với "độ nét cao" tuy nhiên các tập cuối thì cảnh nền hơi tối. Nhưng Martin thì nói các nhân vật của bộ anime là "tầm thường" và "nhạt nhẽo" điển hình của thể loại harem. Santos thì nói thiết kế nhân vật phụ là "cẩu thả" nhưng khen về hình ảnh với chất lượng cao và độ chi tiết của phong cách vẽ. Ellingwood nói nhạc nền "năng động và dễ chịu" còn Smith nói "âm nhạc phù hợp với bối bối cảnh". Martin bày tỏ nhận xét tương tự như nói rằng "nhạc nền góp phần làm tác phẩm hay hơn", bài hát mở đầu You được đánh giá là "bản nhạc J-rock mạnh mẽ, tràn đầy sinh" một điểm nhấn không thể chối cãi của nhạc nền. Mặt khác, Santos mô tả âm nhạc chủ đề được sử dụng vào các thời điểm khác nhau như "một cách diễn tả độc đáo" cũng như nhạc nền "rất đáng ngạc nhiên" với "chúng diễn tả hoàn cảnh tốt hơn cốt truyện hay các nhân vật.".

### Ảnh hưởng
Một trò chơi trực tuyến thực tế ảo 3D tên Ai Sp@ce do Headlock phát triển nơi người sử dụng có thể tương tác với các nhân vật nữ chính của các bishōjo game như Shuffle!, CLANNAD và Da Capo II đã phát hành vào tháng 10 năm 2008. Người dùng có thể tạo một avatar tùy ý thích để tham gia trò chơi, cùng với việc lựa chọn một nhân vật nữ chính để sống cùng. Người sử dụng và nhân vật nữ sẽ sống trong ngôi nhà ở một trong ba "hòn đảo" nơi mà nhân vật nữ đó đến, nội thất của ngôi nhà và quần áo có thể được mua. Các nữ nhân vật có thể phát triển tính cách riêng để phù hợp với người dùng.